# سلالة كوتش

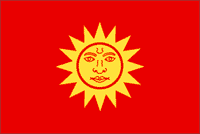
علم كوتش بيهار

حكمت سلالة كوتش (1515 - 1949) أجزاء من شرق شبه القارة الهندية في آسام وبنغال الحالية. أسس بيسوا سينغا السلطة في مملكة كاماتا السابقة المنبثقة عن مملكة كاماروبا الآخذة في الانهيار آنذاك. ووصلت السلالة إلى الحكم بإزاحة اتحادات البارو بويان، الذين أزاحوا في وقت سابق حكم علاء الدين حسين شاه الذي لم يدم طويلًا.
انقسمت السلالة إلى ثلاثة فروع بين أحفاد أبناء بيسوا سينغا الثلاثة: فرعان متنافسان هما كوتش بيهار وكوتش هاجو وفرع ثالث في خاسبور. تحالف كوتش بيهار مع المغول وانقسم فرع كوتش هاجو إلى أقسام فرعية مختلفة تحت حكم مملكة أهوم. أصبحت كوتش بيهار ولاية أميرية خلال الحكم البريطاني وضُمت بعد استقلال الهند. اندمج الفرع الثالث في خاسبور ضمن مملكة كاتشاري. أما رايكات فهو فرع إضافي لسلالة كوتش ويدعي أنه متحدر من سلالة سيسيا سينغا، شقيق بيسوا سينغا.

## أصل الكلمة
يشير اسم كوتش إلى مجموعة اثنية تنسب أصل الأبناء إلى سلالة والدتهم، وتنتمي إليها والدة بيسوا سينغا، وينتمي الملك أيضًا كحال معظم سكان مملكة (كوتش بيهار) إلى مجتمع كوتش.

## التاريخ

### معلومات أساسية
بعد سقوط سلالة بالا في كاماروبا، انقسمت المملكة إلى قطاعات مختلفة في القرن الثاني عشر. نقل سانديا، حاكم كاماروباناغارا (شمال غواهاتي حاليًا) عاصمته غربًا إلى شمال البنغال الحالية في منتصف القرن الثالث عشر وأصبح اسمها مملكة كاماتا. فيما حكم زعماء اتحادات البارو بويان المنطقة العازلة، الواقعة بين الممالك الشرقية وكاماتا. أزاح علاء الدين حسين شاه من غاور، نيلامبار من سلالة خين عام 1498، واحتل كاماتا وعين ابنه دانيال حسين مسؤولًا عنها. بعد بضع سنوات، هزم اتحاد البارو بويان، بقيادة هاروب نارايان من وادي براهمابوترا، دانيال حسين وأسروه وأعدموه، وانتهى الأمر بسقوط المنطقة تحت حكم اتحاد البويان.

#### ظهور قوة سلالة كوتش
توحد عدد من قبائل الكوتش المستقلة تحت قيادة زعيم يدعى هاجو، الذي احتل رانغبور وكامروب. وقد تمكنت قبائل الكوتش المنتشرة باتجاه السهول الجنوبية من التحالف مع مجموعات قبلية أخرى. ومن بين عوامل متعددة، يعتبر التحول من أسلوب القطع والحرق في الزراعة إلى الزراعة المستقرة وانهيار العلاقات القبلية القائمة على العشائر من العوامل المساهمة في نمو قوة سلالة كوتش.
وفي أحد هذه التحالفات، تزوجت هيرا ابنة هاجو من هاريا ماندال، أحد أفراد قبيلة ميش من شيكناغرام في مقاطعة كوكراجهار الحالية. على الرغم من صعوبة تمييز هذه الهويات الاثنية نظرًا لوجود زيجات متكررة بين أفراد القبيلتين، اكتسب بيسو، ابن هيرا وهاجو، الإرث السياسي لجده هاجو، وأثبت نفسه رئيسًا للفرع الشرقي للكوتش في منطقة الخونتاغات (منطقة كوكراجهار الحالية في ولاية آسام). من المعتقد أن بيسو قاتل تحت قيادة البار بويان باعتباره صاحبًا للأرض، ضد احتلال مملكة كاماتا من قبل علاء الدين حسين شاه، وبالتالي تعلم تكتيكاتهم العسكرية.

### توطيد السلطة في ظل بيسو
سعى بيسو نحو تحالف زعماء القبائل، ضد زعماء البارو بويان الأكثر قوة وبدأ حملته نحو عام 1509. هزم البويان على التوالي في أوغوري، وجارغاون، وفولاغوري، وبيني، وباندوناث (باندو في غواهاتي) وقد استنزفه زعيم البويان بشكل خاص في كارنابور، ولكنه استطاع هزيمته بمكيدة خلال مهرجان بيهو.
تقول بعض السجلات، أن بيسو نقل عاصمته من شيكانا إلى هينغولاباس (بالقرب من ساموكتالا الحالية) ومن ثم أخيرًا إلى كاماتابور (تسمى الآن جوسانيماري) الواقعة على بعد أميال قليلة جنوب شرق بلدة كوتش بيهار الحالية. ولكن نظرًا لأن هذه التحركات سُجلت بعد الأحداث بكثير، فمن غير المتوقع أن تكون المعلومات عن التواريخ والحكام المرتبطين بهذه التحركات دقيقة وتمثل هذه الحركات الامتداد التدريجي لسلطة كوتش نحو السهول الجنوبية لوادي براهمابوترا. وبعد إخضاع الحكام الضعيفين، أعلن بيسو نفسه ملك كاماتا، المحدودة من الشرق بنهر بارنادي ومن الغرب بنهر كاراتويا، في 1515.
كانت سلالة كوتش في كاماتا واحدة من عدة تشكيلات قبلية تطورت إلى ولايات في نحو القرن الخامس عشر شمال شرق الهند، وهي أهوم، وتشوتيا، وديماسا، وتريبورا، ومانيبور، وغيرها.

### التحول إلى السنسكريتية
اعتنق بيسوا الهندوسية ضمن مراسم تتويجه، وتكنى باسم بيسوا سينغا. لكنه احتفظ بهوية أمه الكوتشية، ونبذ هوية والده الاثنية. خلق كبار الكهنة البراهميين أسطورة مفادها أن الإله سيفا هو والد بيسوا سينغا لإضفاء الشرعية على حكمه، ومنحه سلطة الكشاتريا فارنا. وفقًا للأسطورة المنسوجة في وقت التتويج، فإن بيسو ابن سيفا، وكانت قبيلته، سواء من شعب كوتش أو ميش، من الكشاتيريين الذين هربوا خوفًا من الإبادة على يد حكيم البراهميين باراشوراما، ولجؤوا إلى غرب آسام وشمال البنغال ثم تنكروا في وقت لاحق كمليكجيين أغراب.
كانت عملية التحول إلى الهندوسية هذه أبطأ بكثير في الطبقات الدنيا من المجتمع، وادعى الملك بيسوا سينغا بأصله القبلي أنه من الراجبانشي كشاتريا، واعتمدت الطبقة الدنيا من سلالة كوتش هذا الاسم بعد القرن الثامن عشر.

### أوج السلالة
قاد ابنا بيسوا سينغا، نارا نارايان وشوكلادواج (تشيلاراي)، وهما الملك والقائد العام للجيش على التوالي، المملكة إلى أوج ازدهارها. ففي عهد نارا نارايان، شهدت مدينة كوتش بيهار انتشار دارما الإكاسارانا (اللجوء إلى الدين الواحد) على يد سانكارديف وتلميذيه مادهافديفا ودامودارديف، مما ساعد على إحداث نهضة ثقافية في المملكة. قاومت شعوب الكوتش والميش والكاتشاري، المقيمين في مملكة كوتش كاماتا، انتشار هذه الحركة الدينية الجديدة في البداية، مما حدا بنارا نارايان لإصدار أمر رسمي بالاعتراف بالممارسات الدينية المختلفة للشعوب المقيمة في المملكة، على الرغم من أنه بحلول نهاية القرن الثامن عشر، جموع كبيرة من سكان كوتش كانت قد تشرّبت جزءًا كبيرًا من الديانة الهندوسية.
وفي وقت لاحق، جعل نارا نارايان من راغوديف، ابن تشيلاراي، حاكم كوتش هاجو، الجزء الشرقي من البلاد. وبعد وفاة نارا نارايان، أعلن راغوديف الاستقلال. وانقسمت مملكة كاماتا من يومها إلى كوتش بيهار وكوتش هاجو.